# 生肖與流行文化
生肖廣泛出現在流行文化。

## 小說
在小說中，有古龍的武俠小說絕代雙驕中的重要角色「十二星相」、日本輕小說《十二大戰》描述12位背負著十二生肖之名的戰士，亦有續作《十二大戰對十二大戰》描述着背負十二生肖之名的戰士和背負十二星座之名的戰犯之間的戰鬥。

## 漫畫和影視作品
在日本漫畫中， 《HUNTER×HUNTER》黑暗大陸篇中十二支代表人物、 、《野球長打王》（港譯：Mr.FULLSWING強棒出擊），主角埼玉縣立十二支高中棒球社，成員的姓名皆為動物或地支。
在動畫中，美國動畫《成龍歷險記》讓十二生肖的形象以十二個帶有魔力的符咒出現，同時持有多個能力會相互疊加。如“雞”的騰空加上“兔”的極速就變成了飛行。
- ，是NHK卫星第2频道播放的电视动画。
- 《數碼寶貝03馴獸師之王》的地利魔數碼寶貝都是由十二生肖組成。
- 《十二生肖 (電影)》是由成龙担任导演并主演的动作电影，以一群赏金猎手追逐圆明园十二生肖兽首铜像为题材。
- 《新十二生肖》1990年台灣學者有限公司，依據中國神話故事為基礎，再進行改編的電影作品。
- 《十二生肖傳奇》是一部2011年首播的中国大陆神话题材古装玄幻电视剧。

## 遊戲

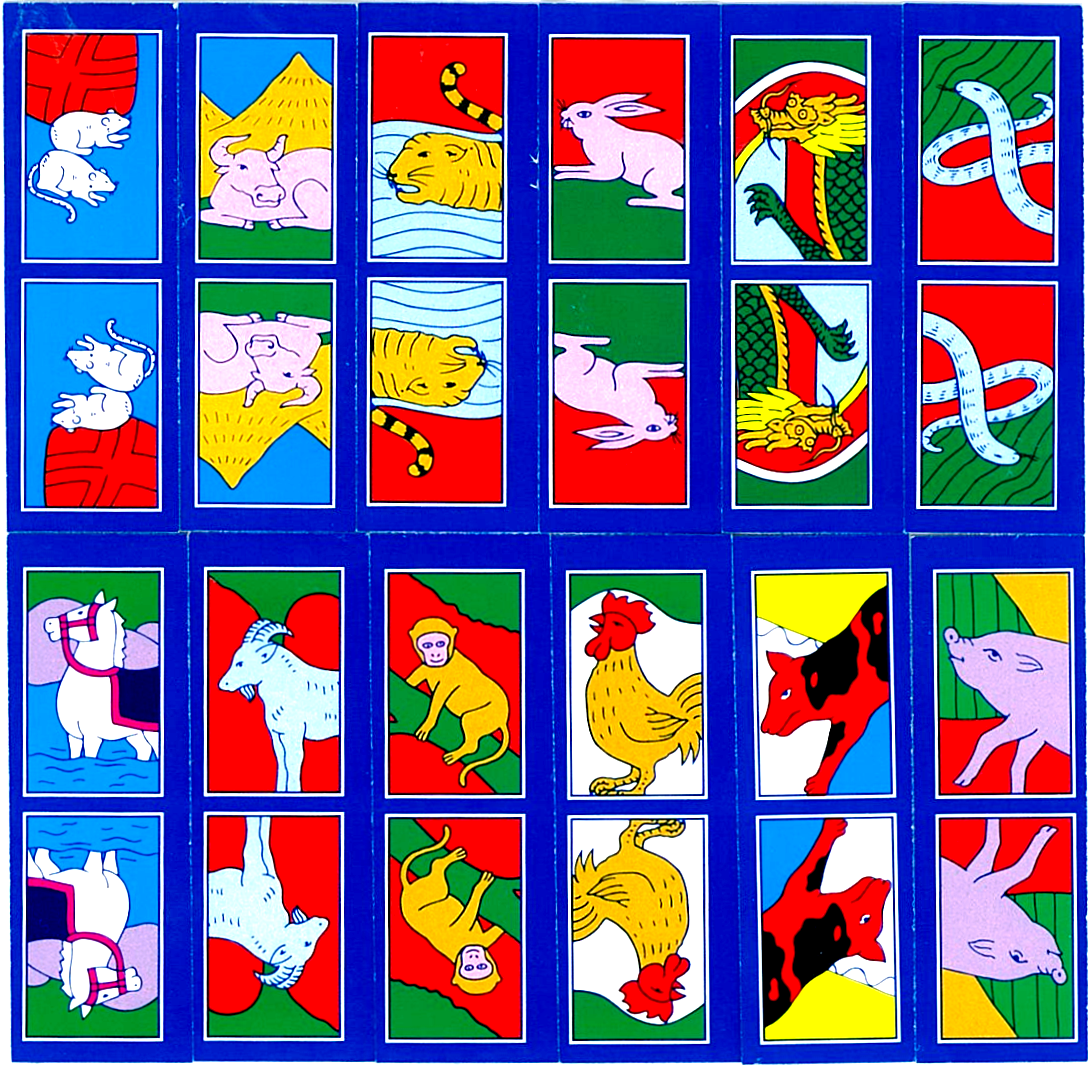
一組十二生肖牌

2006年日本電子遊戲《大神》中，主角天照的力量由形象為白身紅紋的十二生肖加上貓的十三筆神掌管。因遊戲中天照形象為狼，故「戌」的位置為天照自己。
過去南臺灣農曆過年，民眾會玩十二生肖牌作為小赌怡情的遊戲。